# Намибе
Нами́бе (порт. Namibe) — провинция в Анголе. Во времена португальского господства провинция Намибе называлась Мосамедиш. Административный центр — город Мосамедиш. Вторым по величине городом провинции является Томбуа (прежнее называние — Порту-Алешандри).

## География
Провинция Намибе находится на крайнем юго-западе Анголы. На север от неё лежит провинция Бенгела, на восток — провинция Уила, на юго-восток — провинция Кунене. На юге Намибе проходит государственная граница между Анголой и Намибией. На западе её территория омывается водами Атлантического океана.
Площадь провинции составляет 58 137 км². Значительная часть территории провинции Намибе занимает пустыня Намиб. На территории этой провинции расположен национальный парк Иона (площадью в 15 150 км²) — крупнейший природный резерват Анголы.

## Население
По данным на 2014 год численность населения провинции составляла 471 613 человек. Провинция заселена в основном гереро и представителями койсанских народностей.
Динамика численности населения провинции по годам:
| 1995    | 2004    | 2013    | 2014    |
| ------- | ------- | ------- | ------- |
| 135 000 | 193 000 | 284 869 | 471 613 |

## Административное деление
- Намибе (Namibe)
- Бибала (Bibala)
- Виреи (Virei)
- Камукуйо (Camucuio)
- Томбуа (Tômbua)